# Аеропарк (Будимпешта)
Аеропарк (мађ. Aeropark, мађ. Ferihegyi Repülőgép Emlékpark) је музеј ваздухопловства на отвореном поред Међународног аеродрома Ференц Лист, Будимпешта, Мађарска. Посвећен је историји мађарског цивилног ваздухопловства, са неколико типова авиона које је користила сада неактивна национална авио-компанија Малев.
Аеропарк такође има симулатор летења за посетиоце и продавницу поклона са моделима авиона и разним Малев-сувенирницама. Већина авиона Аеропарка доступна је посетиоцима са инвалидским колицима. Аеропарк је редовни учесник годишње манифестације Дуга ноћ музеја.

## Историја
Историја Аеропарка (првобитно Ferihegyi Repülőgép Emlékpark. Аеродром Ференц Лист је тада назван Међународни аеродром Ферихеђ) сеже до 23. фебруара 1988. године када је Мађарска добила авион Иљушин Ил-14Т од совјетске војске, за излагање. Иштван Вереш, генерални директор Мађарског техничког и транспортног музеја и Тамаш Ердеи, шеф Дирекције за ваздухопловство и аеродроме (ЛРИ), најавили су оснивање музеја авиона. Три музејска авиона, Ил-14, Иљушин Ил-18 и Тупољев Ту-134 првобитно су била смештена на самом аеродрому, поред Малевог хангара.
Ферихеђ авионски Ппарк је отворен је 1991. године на новом месту, између писте 31Л и зграде терминала 2Б, три авиона су у октобру одвучена на нова места, а колекцији је додат и Тесла радар за слетање. Авиони и друга опрема прешли су у власништво Саобраћајног музеја, а њихово чување и излагање обавила је ЛРИ. Ова друга је 2002. године подељена на две компаније (Аеродром у Будимпешти и ХунгароКонтрол). Ни ЛРИ ни његов наследник Аеродром Будимпешта нису успели да прошире колекцију.
Аеродром Будимпешта се 2003. године ослободио свих својих одељења које нису биле од суштинског значаја за вођење самог аеродрома, укључујући музеј. Подржао је стварање фондације која је преузела управљање музејом. Културна фондација за авионски парк Ферихеђ управљала је музејом између 2004. и 2014. године, када га је преузела непрофитна организација под називом Ваздухопловни културни центар. Организација, основана 2010. године, има за циљ да сачува и изложи авионе и друге успомене на мађарску авијацију. Музеј користи садашњи назив Аеропарк од 19. јуна 2014. године.
Почетком 2017. музеј је привремено затворен док је премештен на оближњу локацију. Селидба је била неопходна због проширења паркинга. Пресељење је почело 23. марта, музеј је поново отворен почетком јуна.

## Изложба
Лисунов Ли-2 (ХА-ЛИК)
Лисунов Ли-2 је играо важну улогу у мађарској авијацији, јер је то био први тип путничког авиона којим је управљао Масовлет, а потом и његов наследник Малев. ХА-ЛИК је стигао у Мађарску 27. марта 1952. где је прво био у власништву мађарског ратног ваздухопловства (1954-1957), а затим у власништву Малева где је добио цивилну регистрацијску ознаку, али је наставио да користи своју зелену војну ливреју. После 1958. Малев га је користио као теретни авион. Године 1964. Малев га је вратио војсци где му је враћен војни регистарски број (206) и коришћен је до 1974. Укупно време лета му је било 3.829 сати. Након отписа, поклоњена је Музеју саобраћаја. Обновљен је 1980. године и стајао је у складишту на аеродрому Фаркашхеђ. Премештен је у музеј авиона 1993. године. Унутрашњост је потпуно рестаурирана и може се посетити током посете изложби.
Иљушин Ил-14Т (ХА-МАЛ)
Овај Ил-14 је првобитно припадао 226. самосталном мешовитом ваздухопловном пуку Јужне групе армија совјетске Црвене армије. Године 1981. повучен је из употребе и чуван шест година у Миргороду (данас у Украјина|Украјини), затим на аеродрому Текел, Мађарска. Крајем 1987. пребачен је на Ферихеђ где је постао први авион новооснованог музеја ваздухопловства. Од тада је два пута премештан, 1991. и 2017. године, када се музеј селио на ново место. Његово укупно време лета је 5.928 сати. У периоду 2009-2010. летелица је обновљена. Првобитно је било планирано да буде само префарбан у ливреју из периода Малев (иако овај конкретни авион никада није био у власништву Малева, авио-компанија је имала авионе Ил-14 у својој флоти), али пошто је авион био у веома добром стању чак и након 25 година некоришћења, поправке су оба мотора рађене и посетиоци могу да гледају како се покрећу једном месечно.
Иљушин Ил-18В (ХА-МОA)
Овај авион Ил-18 стигао је у Мађарску 1960. године и убрзо је почео да лети редовним линијама Малева, први лет је био за Москву. Био је предмет неколико ремонта који су га претворили у модернију варијанту Ил-18В. Године 1964. добио је помоћни погонски агрегат ТГ-16,а  1968. године његови оригинални мотори су замењени моторима Ивченко АИ-20, касније ове године је реконфигурисан из авиона са 89 седишта у авион са 105 седишта. Његов последњи лет као путнички авион био је из Прага за Будимпешту 1. априла 1977. године, тачно 17 година након доласка у флоту. Преуређен је у теретни авион, повучен је из употребе 1987. и дат музеју у октобру 1991. године, као један од прва три авиона у својој колекцији. Његово укупно време лета је 37.197 сати. Његова унутрашњост, укључујући кокпит, отворена је за посетиоце.
Иљушин Ил-18В (ХА-МОГ)
Овај Ил-18В је у Мађарску стигао 1964. За разлику од претходног, није био ремонтовани Ил-18 већ новоизграђени Ил-18В. Његов први путнички лет био је за Москву. Године 1967. његови оригинални мотори су замењени моторима АИ-20К. Последњи путнички лет је имао крајем 1978. године између Софије и Будимпеште, а затим је претворен у теретни авион. Његов последњи теретни лет био је у октобру 1988. између Константина, Алжир и Будимпеште. Следећег дана један од његових мотора је оштећен у пожару, а авион, који је планирано да буде отписан у децембру, отписан је након пожара. Између 1993. и 2006. користио га је Малев за обуку. Године 2006. покренута је петиција против размонтиравања авиона, и он је премештен у Музеј ваздухопловства. Њен екстеријер је обновљен у јуну 2014. године, али је унутрашњост и даље у лошем стању. Његово укупно време лета је 36.558 сати.
Тупољев Ту-134 (ХА-ЛБЕ)
Овај Тупољев Ту-134 стигао је у Малевову флоту 1969. Његов први лет као путнички авион био је за Праг. Године 1983, уз додатак ЦКомфорт класе, авион са 72 седишта је реконфигурисан у 68 седишта. Његов последњи лет је био са аеродрома Варшава-Окецје 1987. Године 1988. био је то први Ту-134 Малева који је повучен из употребе, следеће године постао је један од прва три авиона музеја ваздухопловства. То је најстарији сачувани Ту-134 у Мађарској, пошто су три старија сви страдала у несрећама. Његово укупно време лета је 24.167 сати. Његова унутрашњост, укључујући кокпит, се може посетити.
Тупољев Ту-154Б-2 (ХА-ЛЦГ)
Овај Тупољев Ту-154 је стигао у Малевову флоту крајем 1975. Године 1980. прошао је ремонт и претворен је у авион категорије ЦАТ-ИИ (154Б-2). Године 1983, са додатком "Цомфорт" класе, реконфигурисан је у возило са 143 седишта. Његов последњи лет је био са Међународног аеродрома Ираклион. Одвучен је у Музеј ваздухопловства 1994. Укупно време лета је 21.554 сата. Унутрашњост, укључујући кокпит, може се посетити.
Јаковљев Јак–40Е (ХА-ИЛР)
Овај авион Јаковљев Јак-40 стигао је у Мађарску крајем 1975. Наручио га је ЛРИ и коришћен је за тестирање и проверу аутентичности навигационе опреме у Мађарској и иностранству. Никада није летео као путнички авион. Године 1987. префарбан је у исту ливреју као и Ту-134; офарбана је у садашњу ливреју 1993. 2001. одвучена је у Музеј ваздухопловства. Авион је пловидбени, у одличном стању. Његова унутрашњост се може посетити током догађаја.
Јаковљев Јак–40Е (ХА-ЛРА)
Овај авион Јаковљев Јак-40 стигао је у Мађарску 1990. године, а претходно је летео у Чехословачкој под регистрацијом ОК-ЕЕД. Између 1990. и 2001. летео је под бојама Авиаекпреса, тада партнера Малева. Касније је пензионисана. Унутрашњост је такође доступна за преглед.
Антонов Ан-2М (ХА-МХИ)
Овај Антонов Ан-2 је стигао у Мађарску крајем 1967. године и коришћен је као авион за пољопривреду. Повучен је из употребе и дат Музеју ваздухопловства 1994. где је рестауриран 2005. може се посматрати само споља.
Мил Ми–2 (ХА-БЦБ)
Овај хеликоптер Мил Ми-2 користила је Мађарска ваздушна амбуланта од јануара 1980. године. До 1994. био је стациониран у Секешфехервар; августа 1994. пребачен је у Ферихеђ на поправку, али је због недостатка средстава повучен из употребе. Његово укупно време лета је 2841. Одвучен је у музеј ваздухопловства 1999..
Антонов Ан-2Р (ХА-ИХФ)
Овај Антонов Ан-2 је произведен у Пољској 1979. године и исте године испоручен Мађарској. Њена прва регистрациона ознака била је ХА-МДК, коришћена је за пољопривредне послове. Повучен је из употребе 1995. године и изложен је на паркингу ресторана МцДоналд'с у округу XVIII у Будимпешти. Након затварања ресторана 2014. године, авион је превезен у Аеропарк, где је офарбан у боје некадашњег авиона Ан-2 Аеро клуба Малев. Његова унутрашњост, укључујући кокпит, може се посетити.
Лет Л-410 Турболет (ХА-ЛАФ)
Овај авион „Лет Л-410 Турболет” је направљен у Чехословачкој 1991. године, а одмах потом је пребачен у Мађарску, где је летео у флоти Авиаекпреса. Након гашења авио-компаније 2003. године, авион је пензионисан и пребачен у Аеропарк. Његова унутрашњост се може посетити.
Тесла ПАР
Тесла РП-4Г, радар за прецизан прилаз постављен је поред рулне стазе Б писте 13Р/31Л јануара 1975. Истог месеца тешко га је оштетио Малевов Иљушин Ил-18 (ХА-МОХ), који је стигао из Берлина и срушио се поред рулне стазе. ПАР је поправљен и коришћен до раних 1990-их, а затим дат Музеју ваздухопловства 1991.
Колекција такође укључује Соловјев Д-30 турбовентилатор са ниским бајпасом, Аеротрак, пушбек тегљач]], тегљач тешких авиона Доуглас ДЦ12-44, „фолов ме” аута и неколико аутобуса Малев